# Стрелац (сазвежђе)
Стрелац (лат. Sagittarius) је једно од 88 савремених и 48 оригиналних Птоломејевих сазвежђа. Ово је велико сазвежђе са доста светлих звезда. Приказује се као кентаур са плаштом који из лука испаљује стрелу ка Антаресу, срцу Шкорпије. Кентаур је понекад идентификован као Хирон, али је Хирон чешће повезан са сазвежђем Кентаур. По Ератостену, Стрелац представља Крота, сина Пана и Еуфеме и пратиоца Муза, који је изумео лук и стрелу. Крот, међутим, није кентаур, тј. имао је само две ноге (мада не људске већ козје).

## Визуализације
Као што се види са северне хемисфере, светлије звезде сазвежђа формирају лако препознатљив астеризам познат као „Чајник“. Звезде δ Сгр (Каус Медија), ε Сгр (Каус Аустралис), ζ Сгр (Аскела) и φ Сгр чине тело лонца; λ Сгр (Каус Бореалис) је тачка поклопца; γ2 Сгр (Алнасл) је врх излива; и σ Сгр (Нунки) и τ Сгр ручка. Ове исте звезде су првобитно формирале лук и стрелу Стрелца.
Да би се употпунила метафора чајника, под добрим условима, посебно густо подручје Млечног пута може се видети како се уздиже у северозападном луку изнад излива, попут облачића паре који се диже из кључалог чајника.
Сазвежђе у целини се често приказује као груби обриси стрелца у штапићастом приказу који навлачи лук, са слабијим звездама које пружају обрисе тела коња. Стрелац чувено упире своју стрелу у срце Шкорпије, коју представља црвенкаста звезда Антарес, док се два сазвежђа јуре око неба. Пратећи директну линију коју формирају Делта Стрелац (δ Сгр) и Гама2 Стрелац (γ2 Сгр) води скоро директно до Антареса. Прикладно, Гама2 Стрелац је Алнасл, што је арапска реч за „врх стреле“, а Делта Стрелац се зове Каус Медија, „центар лука“, из којег стрши стрела. Каус Медија преполовљује Ламбда Стрелца (λ Сгр) и Епсилон Стрелца (ε Сгр), чија се имена Каус Бореалис и Каус Аустралис односе на северни и јужни део лука.

## Значајне карактеристике

### Звезде
Епсилон, делта и ламбда Стрелца формирају лук. Њихова латинска имена (Kaus Australis, Kaus Media и Kaus Borealis) означавају њихов положај на луку („јужни лук“, „средњи лук“ и „северни лук“). Епсилон Стрелца је најсјајнија звезда у сазвежђу и 36. најсјајнија на ноћном небу, магнитуде 1,85. Овај светли џин је од Сунца удаљен око 145 светлосних година, скоро 4 пута масивнији а 375 пута луминознији.
Делта Стрелца је четвороструки систем у коме је примарна компонента џин К класе, а око њега круже три патуљка. Ламбда Стрелца је наранџасти џин, од Сунца удаљен 77 светлосних година.
Друга по сјајности је сигма Стрелца, светли патуљак B класе који је од Сунца удаљен око 225 светлосних година. Од Сунца је око 7 пута масивнија, 630 пута луминознија, ротира око своје осе 100 пута брже од сунца и највероватније неће живети дуже од 50 милиона година.
Зета Стрелца (Ascella, „пазух“) је трећа по магнитуди. У питању је бинарна звезда чије су компоненте бели џин и субџин.
Ета Стрелца је раније била класификована као бета Телескопа, а носи традиционална имена Sephdar („силовити ратник“) и Ira Furoris („жесток гнев“). У питању је вишеструки систем удаљен од Сунца око 149 светлосних година чија је примарна компонента неправилно променљиви црвени џин.

### Објекти дубоког неба
У Стрелцу се налази средиште Млечног пута, због чега ово сазвежђе обилује објектима дубоког неба. Само средиште је сакривено од погледа густим слојем међузвездане прашине, али је уочљиво у радио делу спектра као извор Sagittarius A. Сам извор се састоји из источне и западне компоненте и компоненте означене као Sagittarius A*. Источна компонента је остатак супернове, а западна је спирална структура у чијем се средишту налази Sagittarius A*, највероватније супермасивна црна рупа која представља само средише Млечног пута.
У стрелцу се налази 13 Месјеових објеката: М8, М17, М18, М20, М21, М22, М23, М28, М54, М55, М69, 70 и 75.
Најсјајнији звездано јато у региону је М55, глобуларно јато удаљено од Сунца око 17.300 светлосних година. Открио га је у 18. веку Никола Луј де Лакај, а налази се у близини делте Стрелца.
М8 (маглина Лагуна) је велики међузвездани облак прашине у близини ламбде Стрелца, димензија 110×50 светлосних година. Представља емисиону маглину и једна је од свега две маглине у којима се формирају звезде а које се могу видети голим оком. Удаљена је од Сунца око 4.100 светлосних година.
М17 (маглина Омега или Лабуд) је још једна емисиона маглина у којој су формиране звезде, тако да се њој налази и расејано јато од 35 младих, светлих, врелих звезда.
М20 (Троделна маглина) је такође место интензивног стварања звезда. Састоји се од емисионе, рефлексионе и тамне маглине и отвореног звезданог јата. Насин свемирски телескоп Шпицер је 2005. године снимио 30 ембионских и 120 младих звезда у М20.
У Стрелцу се налазе и две галаксије — патуљаста елиптична галаксија Стрелац (у којој се налази М54), један од најближих сателита Млечног пута и патуљаста неправилна галаксија Стрелац, најудаљенија галаксија за коју се верује да је члан Локалне групе.

#### Звездани облаци
Стрелац садржи два добро позната звездана облака, оба од којих се сматрају финим бинокуларним објектима.
- Велики звездани облак Стрелца је најсјајнији видљиви регион Млечног пута.[8][9][10] То је део централног испупчења галаксије који се види око густе прашине Великог расцепа,[11][12] и представља најдубљу галактичку структуру која се може посматрати на видљивим таласним дужинама. Он има неколико уграђених кластера и прекривених тамних маглина.[13]
- Мали звездани облак Стрелца, такође познат као Месје 24, има привидну магнитуду од 2,5. Облак испуњава простор значајне запремине до дубине од 10.000 до 16.000 светлосних година. Уграђено у М24 је NGC 6603, мало звездано јато које је веома густо. NGC 6567, мутна планетарна маглина, и Барнард 92, Бокова глобула, такође су у близини.[14]

#### Небуле
Стрелац садржи неколико добро познатих маглина, укључујући маглину Лагуна (Месје 8), у близини λ Стрелца; маглина Омега (Месје 17), близу границе са Штитом; и Трифид маглина (Месје 20), велика маглина која садржи веома младе, вруће звезде.
- Маглина Лагуна (М8) је емисиона маглина која се налази 5.000 светлосних година од Земље и размера је 140 светлосних година са 60 светлосних година (1,5°). Иако се гледана голим оком у телескопима чини сивим, фотографије дуге експозиције откривају њену ружичасту нијансу, уобичајену за емисионе маглине.[15] Она је прилично светла, са интегрисаном магнитудом од 3,0.[16] Маглину Лагуна су независно открили Џон Фламстид 1680,[17] Гијом Ле Гентил 1747,[15] и Шарл Месје 1764.[17] Централна област маглине Лагуна позната је и као маглина Пешчани сат, тако названа по свом карактеристичном облику. Маглина Пешчани сат има свој облик због материје коју покреће Хершел 36. Маглина Лагуна такође садржи три тамне маглине наведене у Барнардовом каталогу.[15] Маглина Лагуна је била кључна у откривању Бокових глобула, јер је Барт Бок интензивно проучавао отиске маглине 1947. Отприлике 17.000 Бок глобула је откривено у маглини девет година касније као део Паломар Ски прегледа; студије су касније показале да је Бокова хипотеза да глобуле садрже протозвезде била тачна.[18]
- Маглина Омега је прилично светла маглина, понекад се назива маглина Потковица или маглина Лабуд. Има интегрисану магнитуду од 6,0 и удаљена је 4890 светлосних година од Земље. Открио ју је 1746. године Филип Лојс де Шезо; посматрачи након њега су се увелико разликовали у начину на који гледали на ову маглину, те отуда постоји велико мноштво имена. Најчешће је посматрана као квачица, Џорџ Ф. Чемберс ју је 1889. видео као лабуда, Рој Бишоп као патку, а Камил Фламарион као увојак дима.[19]

## Галерија
- М8
- М17
- М18
- М20
- М21
- М22
- М23
- М28
- М54
- М55
- М69
- М70
- М75
- планетарна маглина
-NGC 6822 (Барнардова галаксија)